# Brickleberry
Brickleberry är en amerikansk animerad sitcom skapad av Roger Black och Waco O'Guin. Serien hade premiär på Comedy Central den 25 september 2012. I oktober 2013 blev det klart för en tredje säsong av serien på kanalen. 
Serien skildrar livet för några skogvaktare i den fiktiva nationalparken Brickleberry.

## Karaktärer

### Huvudkaraktärer
- Steve Williams (röst av David Herman) – Seriens protagonist. Steve är en skogvaktare som tar sig själv och sitt jobb på alldeles för stort allvar. Trots att han många gånger blivit utsedd till "Ranger of the Month" i Brickleberry, tycks han sakna både diverse  färdigheter och sunt förnuft. Han har dock stor kännedom om nationalparken på grund av att hans pappa också var skogvaktare där.

- Ethel Anderson (röst av Kaitlin Olson i säsong 1, Natasha Leggero i säsong 2-) -  Ethel är en 25-årig skogvaktare som tidigare arbetade i Yellowstone nationalpark men blev förflyttad till Brickleberry i ett försök att få ordning på parken.

- Woodrow "Woody" Johnson (röst av Tom Kenny) - Woody är en 55-årig skogvaktare med en bakgrund som militär.

- Denzel Jackson (röst av Jerry Minor) – Denzel är en skogvaktare som är mindre lämpad för sitt jobb då han är rädd för insekter, ormar och allt annat som finns i skogen.

- Connie Cunaman (röst av Roger Black) - Connie är en stor kvinnlig skogvaktare med enorm styrka och djup röst som ofta misstas för att vara man.

- Malloy (röst av Daniel Tosh) – Malloy är en grizzlybjörnsunge som Woody tagit hand om och skämmer bort efter det att Steve råkat köra på hans föräldrar. Han avskyr skogvakterna och tycker om att ställa till det för dem.

### Återkommande karaktärer
- Bobby Possumcods (röst av Waco O'Guin) – En redneck som lever i parken och har ett lite väl kärleksfullt förhållande till dess djur.

- Bodean (röst av Roger Black) – Bodean är Bobbys svåger, sidekick och bästa kompis. Han pratar väldigt fort och ibland väldigt länge.

- Firecracker Jim (röst av Roger Black) – En annan redneck som säljer olagliga fyrverkerier.

- Dr. Kuzniak (röst av Tom Kenny) – Läkaren i Brickleberry.

- Jorge (röst av David Herman) – Ägare till den lokala strippklubben.